# Římskokatolická farnost Staré Křečany
Římskokatolická farnost Staré Křečany (lat. Ehrenberga) je církevní správní jednotka sdružující římské katolíky na území obce Staré Křečany a v jejím okolí. Organizačně spadá do děčínského vikariátu, který je jedním z 10 vikariátů litoměřické diecéze. Centrem farnosti je kostel svatého Jana Nepomuckého ve Starých Křečanech.

## Historie farnosti
Farnost byla kanonicky zřízena v roce 1732. Od roku 1732 byly také v lokalitě vedeny matriky.

### Duchovní správcové vedoucí farnost
Začátek působnosti jmenovaného v duchovní správě farnosti od:
- 1732 Gottfriedus Hage
- 1757 Jos. Ullmann
- 1768 Christophorus Führich
- 1778 Josephus Rosche, † 1780

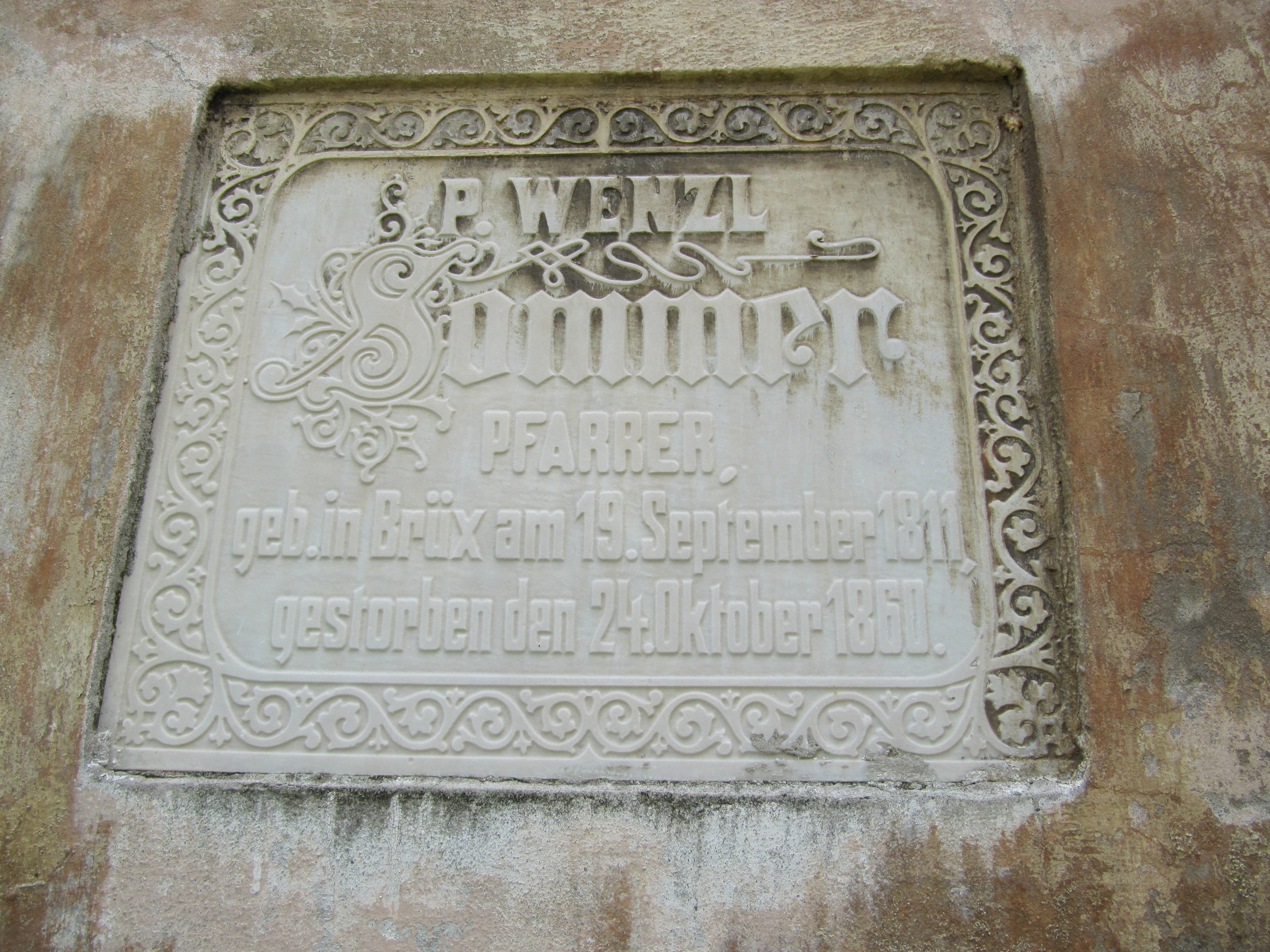
Pamětní deska na faráře Wenzla Sommera v interiéru kostela

- 1780 Anton. Riegert, † 2. 9. 1792 (Schluckenau)
- 1793 Jos. Lumpe, n. 28. 12. 1744 Alt Ehrenberg, o. 16. 12. 1768, † 17. 6. 1823
- 1823 par. vacat, cap. Joann. Roetig
- 1823 Jos. Bitterlich, n. 27. 9. 1783 Georgswalde, o. 31. 8. 1807, † 7. 3. 1837
- 1837 Vinc. Stephan, n. 10. 4. 1792 Christophsgrund, o. 23. 8. 1818, † 28. 6. 1866
- 1853 Wenzl Sommer, n. 19. 9. 1811 Pont., o. 3. 8. 1837, † 24. 10. 1860
- 1860 par. vacat, admin. int. Franc. Peche
- 1861 Ferd. Fleck, n. 3. 1. 1820 Pont., o. 25. 7. 1843, † 5. 3. 1880
- 1880 Franc. Peche, n. 7. 11. 1831 Preschkau, o. 21. 11. 1854, † 13. 5. 1890
- 1890 Franc. Langhans, n. 29. 7. 1860 Dauba, o. 11. 5. 1884, † 25. 8. 1921
- 1921 par. vacat, admin. interc. Franc. Frost
- 1. 2. 1922 Franc. Christoph. Frost, n. 30. 12. 1874 Kaiserwalde, o. 10. 7. 1898, † 1. 2. 1951
- 1. 8. 1946 Jan Onderka
- 22. 5. 1950 Augustin Šumbera
- 20. 2. 1951 Jaroslav Dostálek
- 13. 10. 1952 Bohuslav Čálek
- 9. 3. 1955 Alois Frajt, n. 19. 9. 1909, † 28. 7. 1978
- 15. 3. 1965 Josef Dobiáš
- 1. 10. 1974 Ladislav Vybíral
- 1. 7. 1982 Karel Efrém Kovařík OFM, n. 16. 4. 1924, o. 29. 6. 1949, † 19. 4. 1993
- 1. 6. 1985 František Jirásek
- 1. 7. 1988 Jan Fexa
- 1. 11. 1992 Jozef Kujan SDB
- 1. 11. 1997 Miroslav Maňásek SDB
- 1. 3. 2001 Václav Dvořák SDB
- 1. 7. 2001 Miroslav Dibelka SDB
- 1. 8. 2002 Jiří Veselý SDB
- 1. 7. 2003 Pavel Kadlečík SDB, admin. exc.
- 1. 9. 2017 Jozef Kujan SDB, admin. exc.[3]

Kromě kněží stojících v čele farnosti, působili ve farnosti v průběhu její historie i jiní kněží. Většinou pracovali jako farní vikáři, kaplani, katecheté, výpomocní duchovní aj.

## Území farnosti
Do farnosti náleží území těchto obcí:
- Nové Křečany (Neu Ehrenberg[p 2])
- Staré Křečany (Alt Ehrenberg[p 2])
- Valdek (Waldecke[p 2])

## Římskokatolické sakrální stavby na území farnosti
| | Fotografie | Stavba                          | Místo         | Bohoslužby                      | Zeměpisné souřadnice             | Status          | Číslo kulturní památky           |
| Kostel | Kostel     | Kostel                          | Kostel        | Kostel                          | Kostel                           | Kostel          | Kostel                           |
| --- | ---------- | ------------------------------- | ------------- | ------------------------------- | -------------------------------- | --------------- | -------------------------------- |
| 1. |            | Kostel svatého Jana Nepomuckého | Staré Křečany | bližší informace o bohoslužbách | 50°57′2″ s. š., 14°29′54″ v. d.  | farní kostel    | 36575/5-3961 (Pk•MIS•Sez•Obr•WD) |
| Kaple |            |                                 |               |                                 |                                  |                 |                                  |
| 2. |            | Kaple Anděla Strážce            | Valdek        | bližší informace o bohoslužbách | 50°58′39″ s. š., 14°30′40″ v. d. | kaple           | —                                |
| 3. |            | Hřbitovní kaple                 | Staré Křečany | bohoslužby příležitostně        | 50°56′56″ s. š., 14°29′55″ v. d. | hřbitovní kaple | —                                |
| 4. |            | Kaple svaté Alžběty Durynské    | Staré Křečany | bohoslužby příležitostně        |                                  | kaple           | —                                |
| Některé drobné sakrální stavby a pamětihodnosti lze dohledat zde v databázi Drobné sakrální památky Zaniklé sakrální stavby lze dohledat zde v databázi Poškozené a zničené kostely, kaple a synagogy v České republice |            |                                 |               |                                 |                                  |                 |                                  |

Ve farnosti se mohou nacházet i další drobné sakrální stavby, místa římskokatolického kultu a pamětihodnosti, které neobsahuje tato tabulka.

## Příslušnost k farnímu obvodu
Z důvodu efektivity duchovní správy byl vytvořen farní obvod (kolatura) farnosti – děkanství Rumburk, jehož součástí je i farnost Staré Křečany, která je tak spravována excurrendo. Přehled těchto kolatur je v tabulce farních obvodů děčínského vikariátu.